# Trymalium
Trymalium ist eine Pflanzengattung innerhalb der Familie der Kreuzdorngewächse (Rhamnaceae). Die 13 bis 14 Arten kommen nur in Australien vor.

## Beschreibung

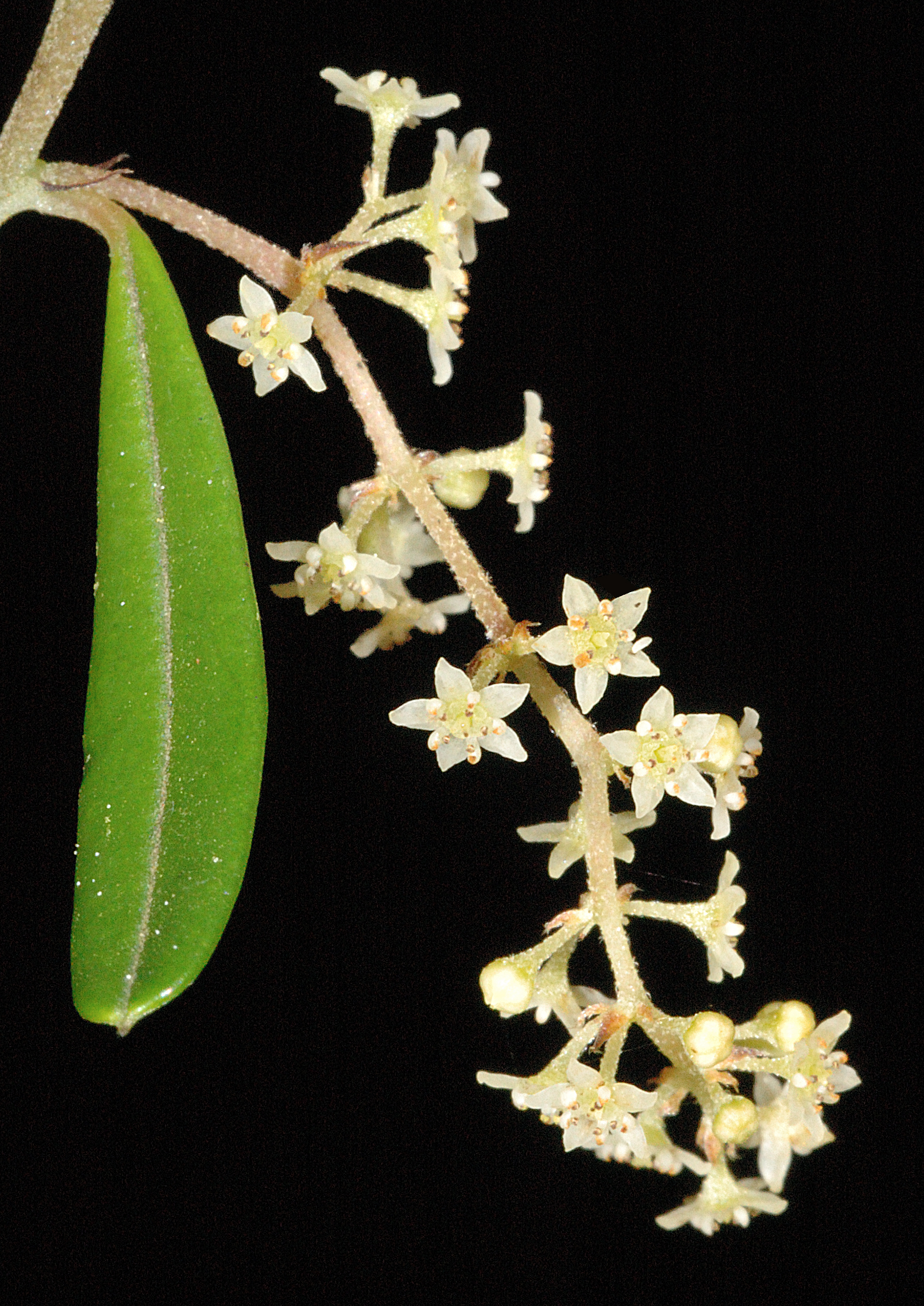
Trymalium ledifolium

### Vegetative Merkmale
Trymalium sind immergrüne, meist unbewehrte Sträucher. Die wechselständig angeordneten Laubblätter sind flach oder an ihrem Rand eingerollt.

### Generative Merkmale
Die gestielten Blüten stehen in traubenförmigen Zymen oder schmalen Rispen. Ein Blütenbecher fehlt oder ist nur sehr kurz, der Diskus ist ringförmig oder ist deutlich gelappt. Die Früchte sind Zerfallfrüchte und zerfallen oft unregelmäßig in Teilfrüchte, die sich öffnen oder auch nicht.

## Systematik und Verbreitung
Die Gattung Trymalium wurde im April 1837 durch Eduard Fenzl in S. F. L. Endlicher, E. Fenzl, G. Bentham, H. W. Schott: Rhamneae. Enumeratio plantarum quas in Novae Hollandiae ora austro-occidentali ad fluvium Cygnorum et in Sinu Regis Georgii collegit Carolus liber baro de Hügel, S. 20 aufgestellt.
Die Gattung Trymalium gehört zur Tribus Pomaderreae innerhalb der Familie Rhamnaceae.
Die Gattung Trymalium umfasste 14 Arten. Sie enthält etwa 13 Arten: Die Trymalium-Arten kommen fast alle nur in Western Australia, nur eine kommt nur in South Australia vor.
- Trymalium angustifolium Reissek: Sie kommt nur in Western Australia vor.[3]
- Trymalium daphnifolium Reissek: Sie kommt nur in Western Australia vor.[3]
- Trymalium densiflorum Rye: Sie kommt nur in Western Australia vor.[3]
- Trymalium elachophyllum Rye: Sie kommt nur in Western Australia vor.[3]
- Trymalium ledifolium Fenzl: Die etwa drei Varietäten kommen nur in Western Australia vor.[3]
- Trymalium litorale (Diels) Domin: Sie kommt nur in Western Australia vor.[3]
- Trymalium monospermum Rye: Sie wurde 2000 erstbeschrieben und kommt nur in Western Australia vor.[3]
- Trymalium myrtillus S.Moore: Sie kommt nur in Western Australia vor.[3]
- Trymalium odoratissimum Lindl.: Die seit 2008 zwei Unterarten kommen nur in Western Australia vor.[3]
- Trymalium spatulatum (Labill.) Ostenf.: Sie kommt nur in Western Australia vor.[3]
- Trymalium urceolare (F.Muell.) Diels: Sie kommt nur in Western Australia vor.[3]
- Trymalium venustum Rye: Sie kommt nur in Western Australia vor.[3]
- Trymalium wayi F.Muell. & Tate: Sie kommt nur in South Australia vor.[3]

Manche Autoren stellen eine Art in eine andere Gattung:
- Trymalium albicans (Steud.) Reissek →  Spyridium globulosum (Labill.) Benth.